# Мавлютова, Регина Салаватовна
Мавлютова Регина Салаватовна (род. 1979, Уфа) — спортсменка. Мастер спорта России международного класса (2001) по тяжёлой атлетике.

## Биография
Мавлютова Регина Салаватовна родилась 16 октября 1979 года в Уфе.
В 2001 году окончила Уральскую академию физической культуры.
Спортом занималась в СДЮШОР № 15 (тренер В. Г. Вагин).
С 1995 года входила в сборную команду России. Выступает в весовой категории до 53 кг.
В настоящее время работает инструктором фитнес центра «Аврора» в Уфе.

## Достижения
- Чемпионка России и обладательница Кубка России (2003);
- Серебряный призёр чемпионатов России (1995, 2000, 2002, 2006) и Кубков России (2002, 2004);
- Бронзовый призёр чемпионатов России (2001, 2004, 2007—08) в двоеборье;
- Победительница (2003; 2004) и бронзовый призёр (2004—06) Кубков России в рывке и толчке;
- Чемпионка России (1995, 1997) среди юниорок;
- Рекордсменка России (2003) в рывке и двоеборье среди женщин в весовой категории до 53 кг.[1][2]